# طبس (سبزوار)
طبس، روستایی است از توابع بخش مرکزی شهرستان سبزوار استان خراسان رضوی ایران.
قدمت این روستا به دوهزار سال می‌رسد ولی با توجه به آنچه که از تاریخ طبس به صورت مستند موجود است قدمت آن به زمان سلطان سید مسعود خان - از نوادگان سجاد - یعنی ۳۵۰ سال پیش برمی گردد که در منطقه فعلی اسکان یافته‌است. این روستا دارای چهار محله: ده بالا، ده پایین، عباس آباد و زرفت می‌باشد.
اولین مدرسه‌ی این روستا در سال ۱۳۱۸ تأسیس شد که تاکنون دایر می‌باشد. تلفن مغناطیسی روستا نیز اولین بار در سال ۱۳۳۶ راه اندازی شد و هم‌زمان با آن دفتر پست وتلگراف هم در طبس دایر شد.
روستای طبس به دلیل واقع شدن درمنطقه کوهستانی، به یک منطقه خوش آب و هوا و سرسبز با استعدادهای فراوان در زمینه باغداری، زراعت و گردشگری تبدیل شده‌است. وجود ۱۷ دهنه چشمه‌سار، ۱۵ رشته قنات، رودخانه‌ای به طول ۴ کیلومتر و ۴ حلقه چاه عمیق باعث شده‌است تا قریب به ۳۰۰ هکتار زمین درقسمت دشت و جلگه حصار روستا به صورت دیم و آبی زیر کشت قرار بگیرد.

## مسیر دسترسی به طبس
از جاده تهران - مشهد: تهرانی‌ها از مسیر سمنان و شاهرود و مشهدی‌ها از مسیر نیشابور، به سبزوار می‌رسند. وارد سبزوار که شدید به بلوار دانشگاه در شمال شهر بروید و مسیر مستقیم را به طرف شمال ادامه دهید. تقریباً ۲۰ کیلومتر بعد از شهرک توحید شهر به روستای طبس سبزوار می‌رسید.
از بجنورد: اگر از بجنورد به روستای طبس می‌آیید نیازی نیست که تا خود سبزوار بروید. به طرف اسفراین رفته، اسفراین را هم رد کنید. اندکی بعد از حکم آباد که خروجی «جوین» و «نقاب» را آنجا می‌بینید، خروجی طبس را در سمت چپ خود خواهید دید و از آن جا کمتر از ۳۰ کیلومتر راه تا روستای طبس سبزوار خواهید داشت.
وسایل نقلیه عمومی: به جز اتوبوس‌های مسیر تهران - سبزوار - مشهد (و گرفتن تاکسی دربست از سبزوار به طبس)، امکان استفاده از قطار را هم دارید. اگر در ایستگاه راه آهن نقاب پیاده شوید، می‌توانید تاکسی به مقصد روستای طبس سبزوار بگیرید.

## جمعیت
این روستا در دهستان قصبه شرقی قرار داشته و بر اساس سرشماری سال ۱۳۸۵ جمعیت آن ۷۹۳ نفر (۲۶۱ خانوار) بوده‌است.